# Escola Universalista Espanhola do século XVIII

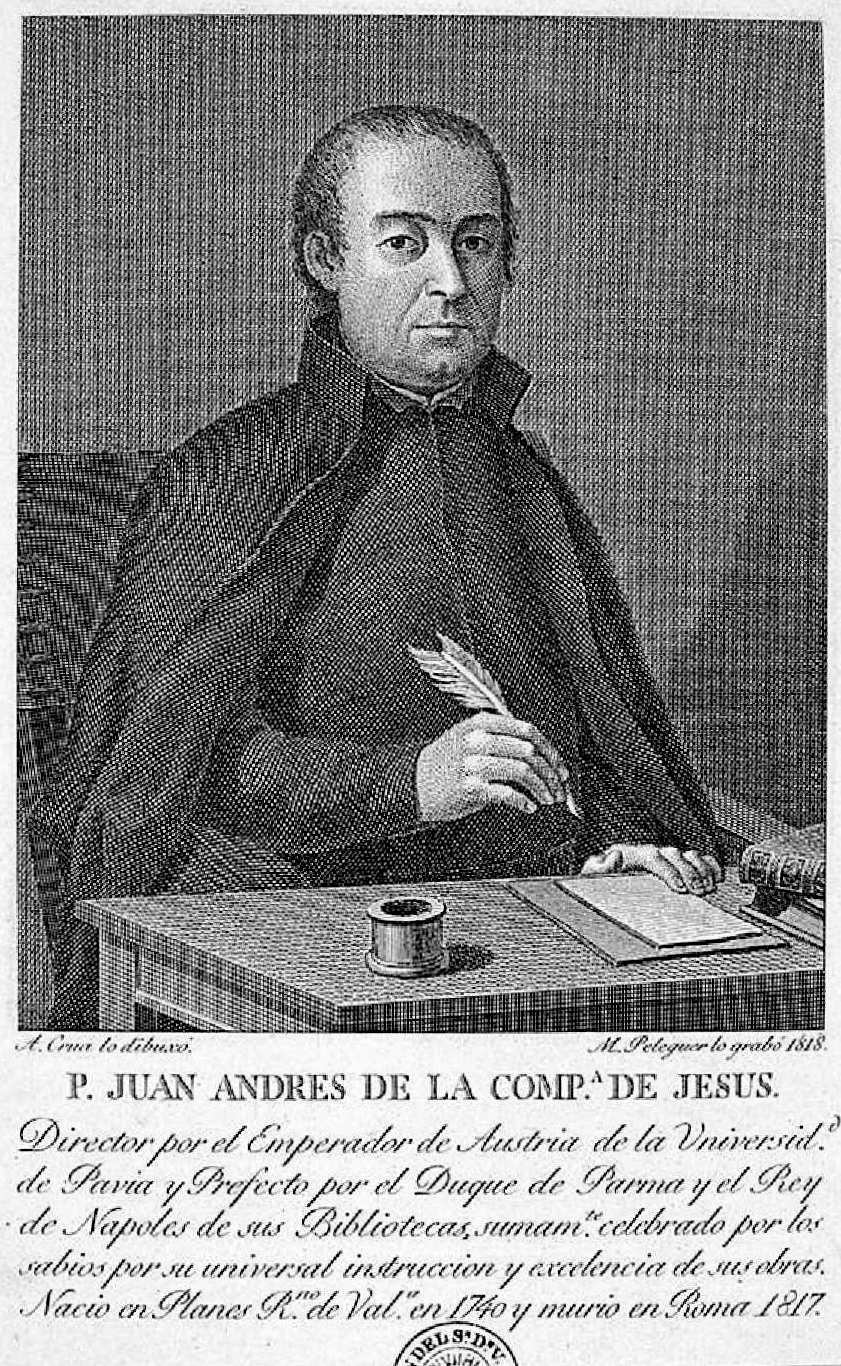
Juan Andrés (1740-1817)

A Escola Universalista Espanhola do século XVIII (em espanhol: Escuela Universalista Española del siglo XVIII), também rotulada como "hispânica", ou "hispano-italiana", e conhecida como Escola Universalista Espanhola, é definida por Juan Andrés, Lorenzo Hervás e Antonio Eximeno como autores principais, mas também por seus colaboradores próximos: o botânico Antonio José Cavanilles e os grandes americanistas Francisco Javier Clavijero (Nueva España-México), José Celestino Mutis (Colombia), Juan Ignacio Molina (Chile) e Joaquín Camaño (Argentina), o Francisco Javier Alegre e Junípero Serra (California), o filipino Juan de la Concepción e Miguel Casiri, um especialista em língua árabe nascido no Líbano.
Esta escola trata-se de um projeto de ciência humanística universal culminante, tanto no sentido culminante das disciplinas quanto no sentido geográfico-cultural do mundo através da convergência da tradição do humanismo clássico com a ciência empírica moderna. No sentido metodológico, trata do desenvolvimento dos Estudos Comparados modernos, bem como de um iluminismo universalista singular que reúne as ciências humanas e as ciências físico-naturais. Sua consideração transforma notavelmente e enriquece a face da cultura europeia moderna.
A sua dupla dimensão humanista e teórica de um lado e a dimensão da ciência empírica do outro, como antecedente exemplar e bem fundamentado desta era atual de globalização, adquire um sentido especial intercontinentalista e universalista. A Escola Universalista Espanhola do século XVIII amadureceu em grande parte no norte da Itália e o segundo grande momento intelectual hispânico depois da Escola de Salamanca, pois representa o primeiro grande momento europeu de construção de uma cultura global em si mesma.
A maior influência direta dos universalistas espanhóis no mundo anglo-saxão foi a de Juan Andrés sobre o historiógrafo e crítico literário Henry Hallam.

## Conceitos e autores

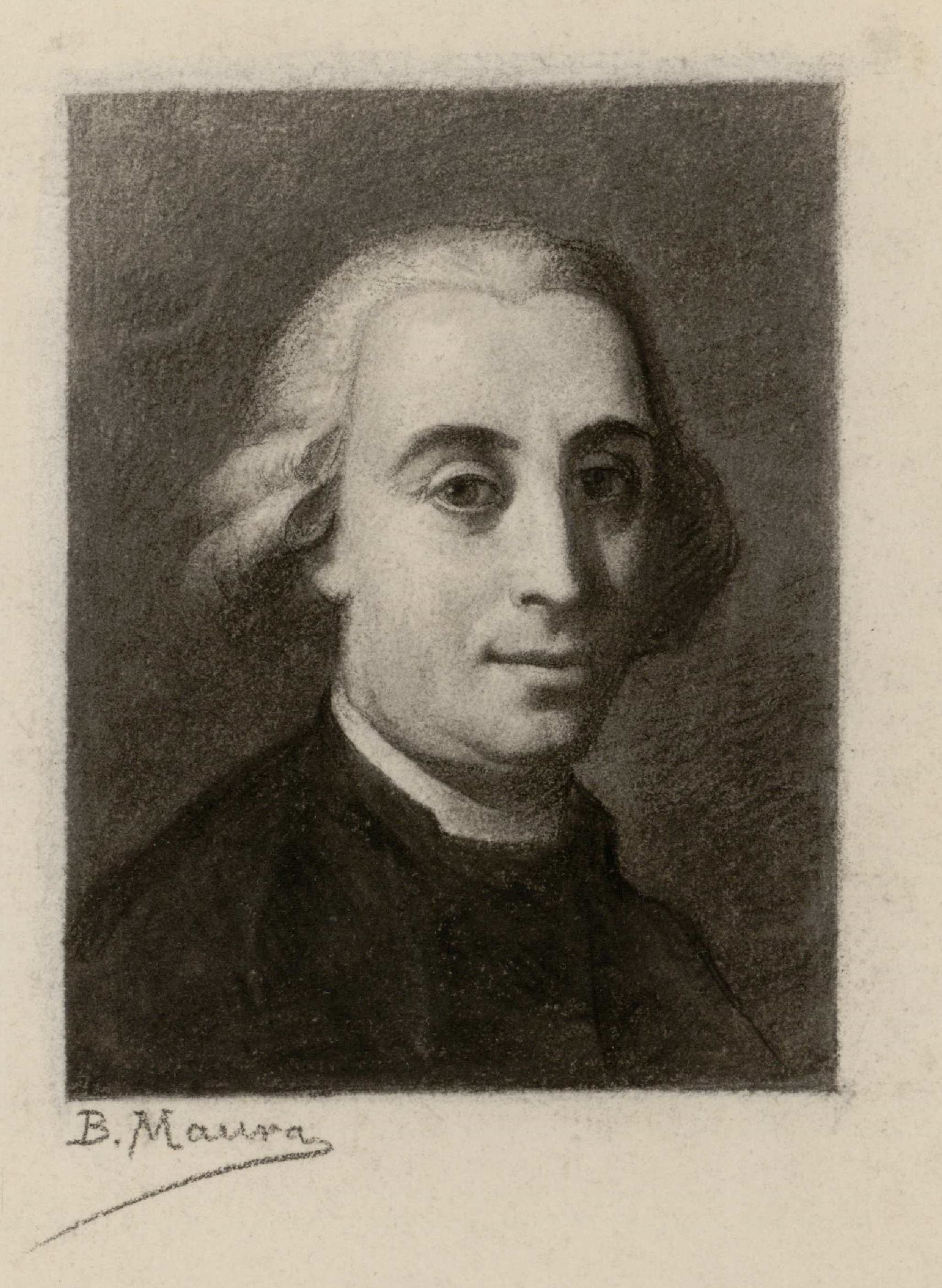
Antonio Eximeno (1729-1809)

Devido a uma extraordinária dimensão universalista compartilhada em suas obras, às estreitas relações intelectuais e até pessoais entre eles, o conceito de "Escola Universalista Espanhola do século XVIII" diz respeito principalmente e decisivamente a Juan Andrés, Lorenzo Hervás e Antonio Eximeno. As principais obras destes três jesuítas expulsos (1767) representam, respectivamente, a construção da emergente História Universal, Comparada das Ciências e das Artes, das Línguas, da Música e também da própria teoria. Mas a partir de uma visão mais realista e completa do patrimônio cultural, estabelecido na Itália pela diáspora hispânica, é atribuído a cerca de trinta autores que abrangem uma ampla gama e caráter de propriedade intelectual.
Além de precedentes distantes e próximos como, por um lado, os professores da Universidade de Cervera (Mateo Aymerich, Juan Bautista Corachán) e, por outro lado, especialmente a figura multifacetada de Jorge Juan e seu ambiente, bem como Pedro Murillo Velarde, criador de uma Geografia Universal, a escola é composta pelos seguintes membros: Miguel Casiri, bibliotecário de El Escorial, o naturalista Antonio José Cavanilles, a quem se pode juntar o também botânico Franco Dávila, criador do Real Jardim Botânico de Madrid, José Celestino Mutis, diretor da Expedição de Nova Granada, ou Juan José de Cuéllar, e, entre outros, Vicente Requeno, Carlos Andrés, Antonio Pinazo, Joaquín Millás, Buenaventura Prats, Antonio Ludeña, José Pintado, Esteban de Terreros, Raimundo Diosdado Caballero, Juan Sempere y Guarinos, Juan Nuix y Perpiñá, o chileno Juan Ignacio Molina, Joaquín Camaño de La Plata, o hondurenho José Lino Fábrega, os mexicanos ancisco Javier Clavijero e Pedro José Márquez,  Juan de la Concepción, o botânico espanhol Francisco Manuel Blanco, Bernardo Bruno de la Fuente e José Antonio Tornos. Ultimamente, alguns iluministas, tardiamente, devem ser considerados, como os grandes meteorologistas Benito Viñes (Havana) e Federico Faura (Manila) e até seus discípulos.

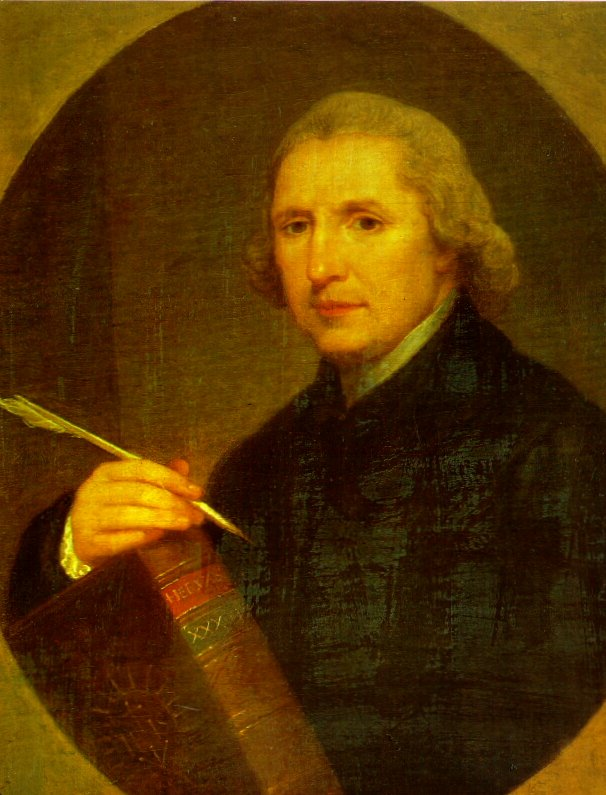
Lorenzo Hervás (1735-1809)

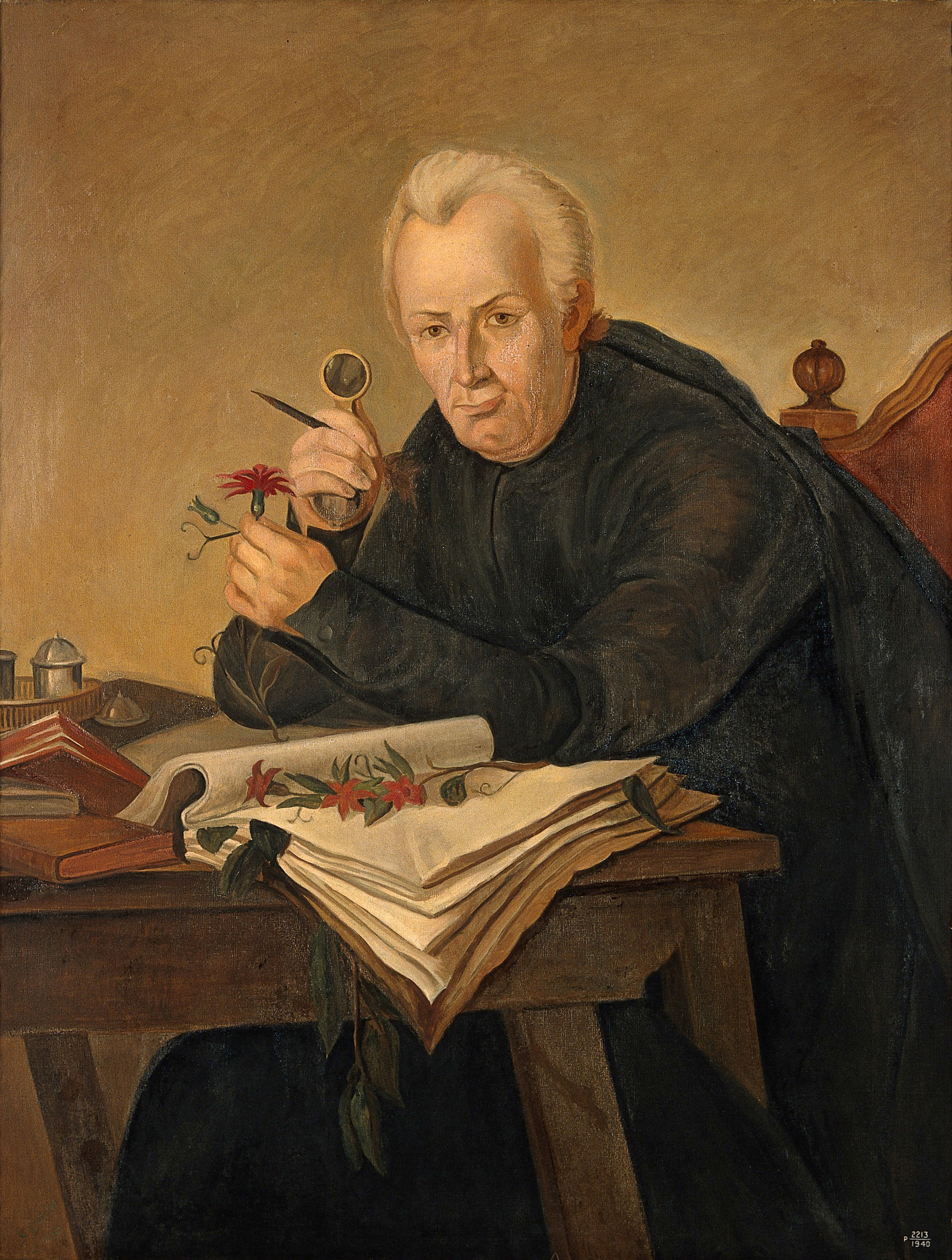
José Celestino Mutis (1732-1808)

A Escola Universalista propôs a associação da epistemologia empirista moderna, incorporada aos estudos tanto da bibliografia e historiografia quanto da física e cosmografia, com a de uma tradição humanista. Desta tradição nasceu o método comparativo. Seria estendido à teoria histórica e científica, bem como a uma extraordinária convergência de humanismo e humanitarismo, capaz de manter a primazia do bem comum e da educação e do conhecimento baseado no estudo das línguas clássicas e modernas.
Enquanto Juan Andrés criava a História Universal das Artes e das Ciências, Lorenzo Hervás concluía o estabelecimento da linguística universal e comparativa. Antonio Eximeno, autor de uma epistemologia empirista e comparativa, apresentou a ideia universal de música de forma totalmente inovadora através do conceito de "expressão". Este sentido mais amplo corresponde um caso exemplar como o do estudo e reformulação da linguagem do surdo-mudo ou língua de sinais realizada por Juan Andrés e Lorenzo Hervás. Uma tradição espanhola que nasceu com Pedro Ponce de León no século XVI foi finalmente revivida.

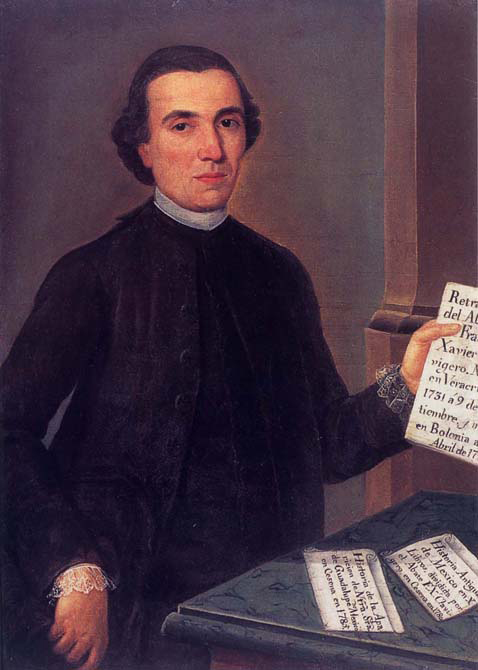
Francisco Javier Clavijero (1731-1787)

O paradigma global da Escola Universalista surgiu a partir do iluminismo, mas é principalmente um iluminismo científico e historiográfico, não político. O fato do século XVIII ser uma época pouco estudada tem sido uma situação comum e aceita pela crítica literária espanhola. No entanto, o critério de retorno à fundação da cultura moderna representado pelo iluminismo também foi e continua sendo um fenômeno comum do pensamento contemporâneo. No entanto, paradoxalmente, o estudo do Iluminismo foi, por vezes, vítima de simplificações sob certas diretrizes dogmáticas já amplamente difundidas e promovidas pelo iluminismo, especialmente em seu campo enciclopédico. Tal campo é bem conhecido por ser supervalorizado e tem suas repercussões sócio-políticas mal calculadas. É evidente que existem vários "iluminismos", sejam eles o empirismo escocês e inglês, o enciclopedismo francês, o idealismo alemão e o espanhol ou hispânico ou hispano-italiano de base científica empirista e humanista e epistemologicamente histórico e progressista como alternativa à Enciclopédia. Isso certamente é correto, pois tanto no sentido histórico-político quanto no científico, o iluminismo estabelece ou reformula as principais linhas de evolução de boa parte do pensamento moderno.

## Legado

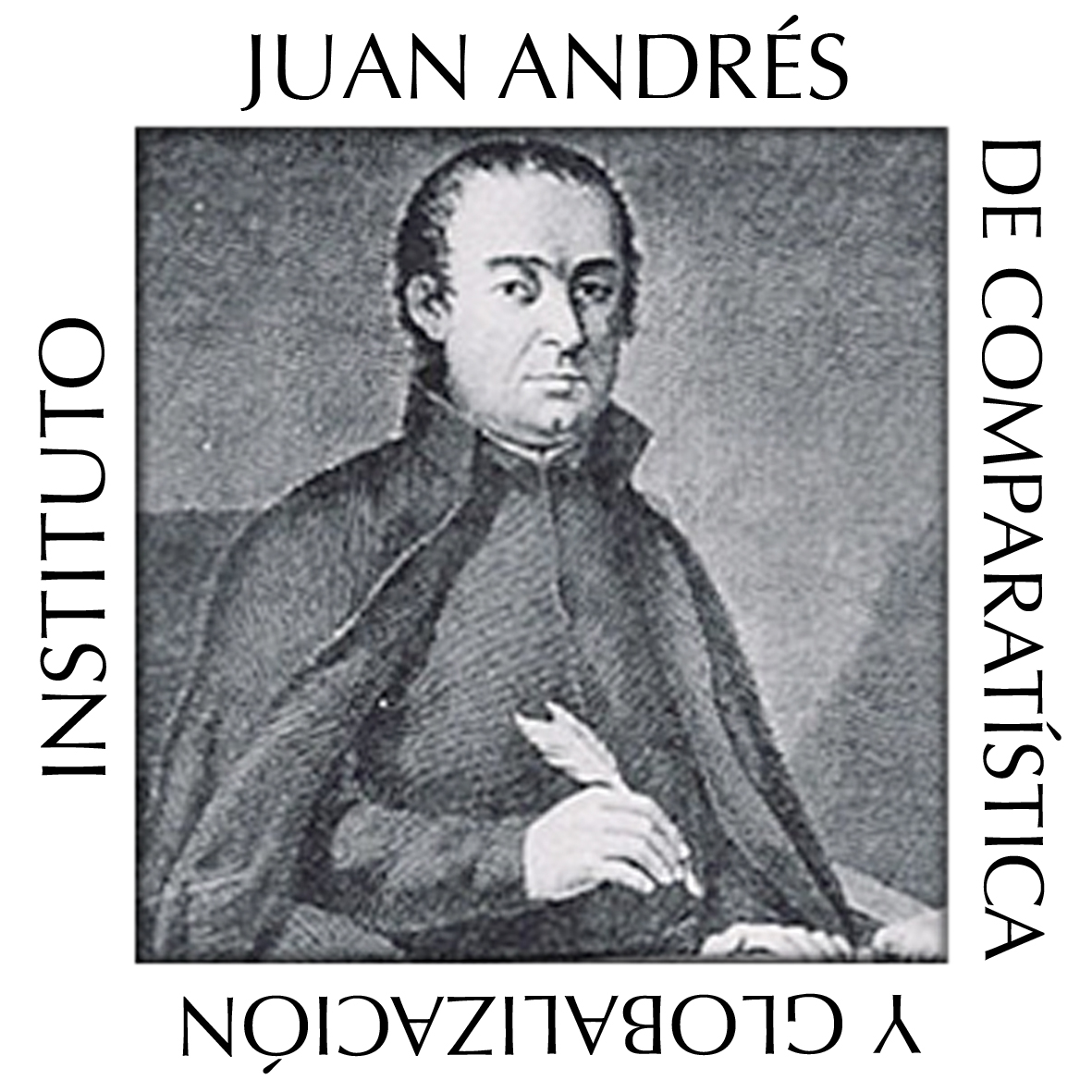
Logo do Instituto Juan Andrés de Comparatística y Globalización

Em 2017, no bicentenário da morte de Juan Andrés (1740-1817), o Instituto Juan Andrés de Comparatística y Globalización publicou uma agenda de atividades acadêmicas e científicas. Em primeiro lugar, a Escola Universalista Espanhola foi objeto de uma importante exposição bibliográfica na "Biblioteca Histórica Marqués de Valdecilla" da Universidade Complutense de Madrid, inaugurada em 18 de janeiro de 2017 e realizada em colaboração com a AECID (Agencia Española de Cooperación Internacional para o Desarrollo). O grande salão literário, com suas 21 vitrines, foi presidido por um mural monumental do belo e sóbrio mapa-múndi de Murillo Velarde, bem como por vários retratos dos grandes autores cujas obras foram trazidas juntas pela primeira vez. Revelou a dimensão imensurável e o poder intelectual de uma cultura científica e humanista que, curiosamente, dificilmente era reconhecida. Isso aconteceu no bicentenário de sua morte em Roma de Juan Andrés, o criador, conhecido em sua época e depois adiado, da História Universal das Letras e Ciências.
Nesta comemoração, um manuscrito inédito de Juan Andrés, intitulado Furia: Dissertación sobre una inscripción romana foi lançado pela primeira vez. Parte da atividade hermenêutica e científico-literária do idealizador da história universal e comparada da literatura é reconstruída sinteticamente. O legado do chamado "Año Juan Andrés" (várias atividades acadêmicas, a publicação do extenso patrimônio documental e bibliográfico de Juan Andrés e a Escola Universalista Espanhola, bem como a entrega do correspondente VIII Prémio Juan Andrés de Ensayo e Investigación en Ciencias Humanas), continuou na Itália principalmente através do congresso da "Accademia Nazionale di Mantova" (dezembro de 2017). Também esteve presente no Congresso da "Biblioteca Nazionale di Napoli" e, no ano seguinte, concluiu com a grande "Biblioteca Hispánica" da AECID através de uma exposição que foi publicada em fevereiro de 2018 em forma de livro e com o mesmo título, La Ilustración Hispânica.

## As obras fundamentais da ideação universalista
- Juan Andrés (1773), Prospectus philosophiae universae . Publicae disputationi propositae in Templo Ferrariensi PP Societatis Jesu. . ., Ferrara, Josepho Rinaldi Typographo, 1773.
- Juan Andrés (1782-1799), Origen, progresos y estado atual de toda la literatura, ed. de J. García Gabaldón, S. Navarro, C. Valcárcel, dir. P. Aullón de Haro, Madrid, Verbum, 1997-2002, 6 vols. (Edição crítica e completa).
- Juan Andrés (1786-1800), Cartas familiares (Viaje de Italia), ed. de I. Arbillaga y C. Valcárcel, dir. P. Aullón de Haro, Madrid, Verbum, 2004, 2 vols. (Edição crítica e completa).
- Juan Andrés, La Biblioteca Real de Nápoles, ed. de P. Aullón de Haro, FJ Bran e D. Mombelli, Madrid, Instituto Juan Andrés, 2020.
- Lorenzo Hervás, Idea dell'Universo, Cesena, 1778-1792, 21 vols.
- Lorenzo Hervás (1785, 1800-1805), Catálogo de las lenguas de las naciones conocidas, Madrid, Atlas, 1979, 5 vols. (Ed. facs. ).
- Lorenzo Hervás, Escuela Española de Sordomudos [La gramática de la lengua de signos en su contexto interlingüístico y pedagógico], ed. Ángel Herrero, Universidade de Alicante, 2008.
- Antonio Eximeno (1774), Del Origen y reglas de la Música, Madrid, Imprenta Real, 1796, 3 vols. (Edição crítica e completa de Alberto Hernández, Madrid, Verbum, 2016).
- Antonio Eximeno (1789), De la Institución de los Estudios Filosóficos y Matemáticos, ed. de F.J. Juez Gálvez, Introd. de P. Aullón de Haro, Madrid, Instituto Juan Andrés, 2023.
- Francisco Javier Clavijero, Historia Antigua de México, México, Porrúa, 1945, 1964, 2014.
- Juan Ignacio Molina, Saggio sulla storia naturale del Chili, Bolonia, S. Tommaso D’Aquino stamperia, 1782 (2ª ed. Bolonia, 1810). (Trad. esp.: Ensayo sobre la historia natural de Chile, ed. de R. Jaramillo, Santiago de Chile, Ediciones Maule, 1987). (Trad. fr.: Essai sur l’Histoire naturelle du Chili, trad. y ed. de M. Gruvel, Paris, Chez N. de la Rochelle, 1789). (Trad. al.: Versuch einer Naturgeschichte von Chili, trad. de J.D. Brandis, Leipzig, 1786).
- José Celestino Mutis, Flora de la Real Expedición Botánica del Nuevo Reino de Granada: 1783-1816, Madrid, Instituto de Cooperación Iberoamericana-Universidad Nacional de Colombia-..., 49 vols.
- Antonio José Cavanilles, Géneros y especies de plantas demostradas en las lecciones public del año 1802, Madrid, Imprenta Real, 1803.